# Nguyễn Đình Hối
Nguyễn Đình Hối (sinh ngày 10 tháng 12 năm 1934 ở Thanh Hóa) là một nhà giáo Nhân dân, giáo sư tiến sĩ, bác sĩ ngoại khoa, hiệu trưởng Đại học Y Dược Thành phố Hồ Chí Minh. Ông được phong hàm giáo sư cấp 1 (phó giáo sư) năm 1984.

## Tiểu sử
Nguyễn Đình Hối xuất thân từ một gia đình trí thức nghèo với bố làm thư ký đạc điền và mẹ ông buôn hàng tấm ở phố Cung Hiều, làng Hồ Thượng, Thanh Hóa. Ông rất ham học mặc dù cuộc sống từ nhỏ khó khăn. Năm 1940, ông theo chị ruột 8 tuổi đến trường tiểu học Hồ Thượng nhưng chỉ dám đứng nghe ở ngoài. Thầy giáo thấy lạ nên gọi ông vào lớp và từ đó trở thành học viên của lớp đồng ấu. Lớp học của ông gián đoạn nhiều lần do hoàn cảnh chiến tranh thời bấy giờ.